# Mario von Appen
Mario von Appen (Hamburgo, 31 de julio de 1965) es un deportista alemán que compitió en piragüismo en la modalidad de aguas tranquilas. Hasta 1990 representó a la RDA.
Participó en los Juegos Olímpicos de Barcelona 1992, obteniendo una medalla de oro en la prueba de K4 1000 m. Ganó seis medallas en el Campeonato Mundial de Piragüismo entre los años 1993 y 1995.

## Palmarés internacional
| Representando a la RDA   |                           |                   |             |
| Campeonato Mundial       |                           |                   |             |
| Año                      | Lugar                     | Medalla           | Competición |
| 1989                     | Plovdiv (Bulgaria)        | Medalla de plata  | K4 500 m    |
| Representando a Alemania |                           |                   |             |
| Juegos Olímpicos         |                           |                   |             |
| Año                      | Lugar                     | Medalla           | Competición |
| 1992                     | Barcelona (España)        | Medalla de oro    | K4 1000 m   |
| Campeonato Mundial       |                           |                   |             |
| Año                      | Lugar                     | Medalla           | Competición |
| 1993                     | Copenhague (Dinamarca)    | Medalla de plata  | K4 500 m    |
| 1993                     | Copenhague (Dinamarca)    | Medalla de oro    | K4 1000 m   |
| 1993                     | Copenhague (Dinamarca)    | Medalla de oro    | K4 10 000 m |
| 1994                     | Ciudad de México (México) | Medalla de bronce | K4 1000 m   |
| 1995                     | Duisburgo (Alemania)      | Medalla de plata  | K4 500 m    |